# 1901 год в науке
В 1901 году произошли события в области науки и техники, некоторые из которых представлены ниже.

## События
- 27 мая в Нью-Джерси была основана Edison Storage Battery Company, разрабатывавшая, производившая и продававшая щелочные батарейки Томаса Эдисона.
- Эли Картан ввёл понятие внешней производной в математике.
- Гульельмо Маркони совершил передачу радиосигнала из Корнуолла в Ньюфаундленд, за что в этом же году получил медаль Маттеуччи.
- Была вручена первая Нобелевская премия.
- В Дейтройте начато массовое производство легковых автомобилей Oldsmobile Curved Dash.
- Появился первый мотоцикл классической схемы (двигатель в центре специально сконструированной рамы, а не простой велосипедной конструкции, как это было принято ранее). Создан выходцами из России братьями М. и Е. Вернерами.

## Достижения человечества

### Открытия
- Эжен Демарсе открыл Европий, выделенный им из смеси редкоземельных элементов ещё в 1886 году.
- Адреналин был переоткрыт Дзёкити Такаминэ.
- Карл Ландштейнер открыл группы крови.
- Вильгельм Норманн разработал технологию отвердения жидких жиров.

### Изобретения
- Компания Eastman Kodak выпустила плёнку типа 120.
- Питер Хьюитт изобрёл ртутную лампу.
- Юхан Волер запатентовал скрепку.
- Кинг Жиллетт изобрёл бритву со сменным лезвием.
- Карл Йоханссон изобрёл концевую меру.
- Сатори Като, японским учёным, работавшим в Чикаго, изобретена технология получения растворимого кофе.

## Награды
- Ломоносовская премия[1]:53-108
  - Е. Ф. Карский за «Очерк славянской кирилловской палеографии»[2], А. Н. Ясинский за «Очерки и исследования по социальной и экономической истории Чехии в средние века»[3] и Г. И. Куликовский, награждённый почётным отзывом за «Словарь областного Олонецкого наречия в его бытовом и этнографическом применении»[4].
- Медаль Копли: Джозайя Гиббс
- Медаль Уолластона в геологии: Шарль Барруа
- Нобелевская премия
  - Физика: Вильгельм Рентген «В знак признания необычайно важных заслуг перед наукой, выразившихся в открытии замечательных лучей, названных впоследствии в его честь».
  - Химия: Якоб Хендрик Вант-Гофф
  - Физиология и медицина: Эмиль Адольф фон Беринг

## Родились
- 28 февраля (ум. 1994) — Лайнус Полинг
- 25 марта – Фёрс, Раймонд
- 29 сентября (ум. 1954) — Энрико Ферми
- 5 декабря (ум. 1976) — Вернер Гейзенберг
- 16 декабря (ум. 1978) — Маргарет Мид

## Скончались
- 5 января —Пьер Карл Эдуар Потен (род. 1825) —французский медик, один из основоположников кардиологии.
- 31 января – Вильгельм-Эмиль Вальберг - немецкий юрист, криминалист.
- 22 февраля (род. 1851) — Джордж Фицджеральд
- 20 ноября (род. 1842) — Иоганн Эдлер фон Радингер, австрийский инженер-механик, изобретатель.